# Синто Мусо-рю
Синто Мусо-рю (яп. 神道夢想流) или Синдо Мусо-рю — древняя школа дзёдзюцу, кусаригамадзюцу, ходзёдзюцу и кэндзюцу, классическое боевое искусство Японии, основанное между 1602 и 1614 годами мастером по имени Мусо Ганносукэ Кацуёси.

## История
Школа Синто Мусо-рю была основана между 1602 и 1614 годами самураем по имени Мусо Ганносукэ Кацуёси (яп. 夢想權之助勝吉).